# Stefan Rosenbauer
Stefan Rosenbauer (Biberach an der Riß, 24 marzo 1896 – Rio de Janeiro, 18 agosto 1967) è stato uno schermidore tedesco, vincitore di una medaglia di bronzo nella scherma ai giochi olimpici.